# Reuterskiöld
Reuterskiöld är en svensk adelsätt varav en gren har friherrlig rang. Ätten adlades 1719 under namnet Lagersparre, tidigare Leffler. Namnet ändrades 1734 till Reuterskiöld. Ätten immatrikulerades 1818 på Finlands riddarhus men är sedan 1836 utslocknad där.

## Historik
Daniel Svensson Leffler, ättens förste kände stamfader, blev efter studier vid Uppsala universitet sekreterare och kommissarie, och adlades 1719 med namnet Lagersparre. Året därefter introducerades han på nummer nr 1636. Han utsågs sedan till räntmästare, men gjorde sig skyldig till förskingring varför han dömdes vara sitt adelskap förlustig 1734.
Enligt kunglig resolution skulle varken hustrun eller barnen drabbas av domen, men de fick byta namn till Reuterskiöld. Hustrun, Beata Margareta Hag, var dotter till kommissarien i reduktionskollegium och likvidationskollegium Jonas Hag. De hade nio barn, men ätten fortlevde med huvudmannagrenen från äldste sonen ryttmästaren Axel Didrik Reuterskiöld vars hustru Eva Anna Wefverstedt var en ofrälse officersdotter.
Ätten delades därefter i tre grenar. Huvudmannagrenen härstammar från majoren Adam Didrik Reuterskiöld och dennes hustru Henriette Stegelman. En son till honom, majoren Axel Didrik Reuterskiöld till Rånäs bruk var hovmarskalk, och donerade pengar till en pension för soldaterna i andra livgardet. Han upphöjdes år 1826 till friherre, enligt 1809 års regeringsform, varigenom endast huvudmannen har friherrlig värdighet och övriga tillhör adliga ätten. Hans första hustru var dotter till bergsrådet Jean le Febure och grevinnan Lillienberg. Huvudmannagrenen utgår dock från hans andra äktenskap med Juliana Kjerrmansköld vars mor var en Stålhandske.
Första yngre grenen utgår från Adam Didrik Reuterskiölds bror överjägmästare Axel Fredrik Reuterskiöld, som var gift med friherrinnan Cedercreutz vars mor var en von Ehrenheim. Andra yngre grenen utgår från en tredje bror, generallöjtnanten Casimir Reuterskiöld, gift med en ofrälse Henriette Löfman. Några ättlingar till första yngre grenen emigrerade till USA 1843 där ätten fortlever.
En medlem av ätten immatrikulerades på Finlands riddarhus år 1818 och upptogs på nr 106, men den grenen slocknade på svärdssidan 1836.

## Personer med efternamnet Reuterskiöld
- Adam Reuterskiöld (1819–1880), kammarherre och politiker
- Anette Reuterskiöld(1804–1880), finländsk författare
- Annie Reuterskiöld (född 1980), journalist
- Arvid Reuterskiöld, flera personer
  - Arvid Reuterskiöld (politiker) (1866–1915), bruksägare och politiker
  - Arvid Reuterskiöld (företagsledare) (1894–1967), företagsledare
- Axel Reuterskiöld, flera personer
  - Axel Reuterskiöld (militär) (1834–1915), militär
  - Axel Reuterskiöld (jurist) (1863–1938), jurist
- Axel Didrik Reuterskiöld (1779–1834), friherre och hovmarskalk
- Carl Reuterskiöld (1816–1905), kabinettskammarherre och politiker
- Carl Axel Reuterskiöld (1870–1944), jurist och politiker
- Casimir Reuterskiöld (1770–1848), militär
- Casimir Reuterskiöld (sportskytt) (1883–1953), militär och sportskytt
- Edgar Reuterskiöld (1872–1932), religionshistoriker och biskop
- Fabian Reuterskiöld (1804–1891), militär och krigsminister
- Gunnar Reuterskiöld (1893–1970), diplomat och jurist
- Gustaf Lennart Reuterskiöld (1843–1899), diplomat
- Heribert Conrad Reuterskiöld (1765–1821), svensk och finländsk ämbetsman och militär
- Heribert Reuterskiöld (1896–1988), jurist och sjöfartsman
- Ingrid Reuterskiöld (1905–1986), sångtextförfattare
- Lennart Reuterskiöld, flera personer
  - Lennart Reuterskiöld (landshövding) (1859–1944)), militär och ämbetsman
  - Lennart Reuterskiöld (militär) (1767–1832)
  - Lennart Reuterskiöld (sångtextförfattare) (1898–1986), sångtextförfattare och musikförläggare
- Robert Reuterskiöld (1838–1902), militär

## Galleri

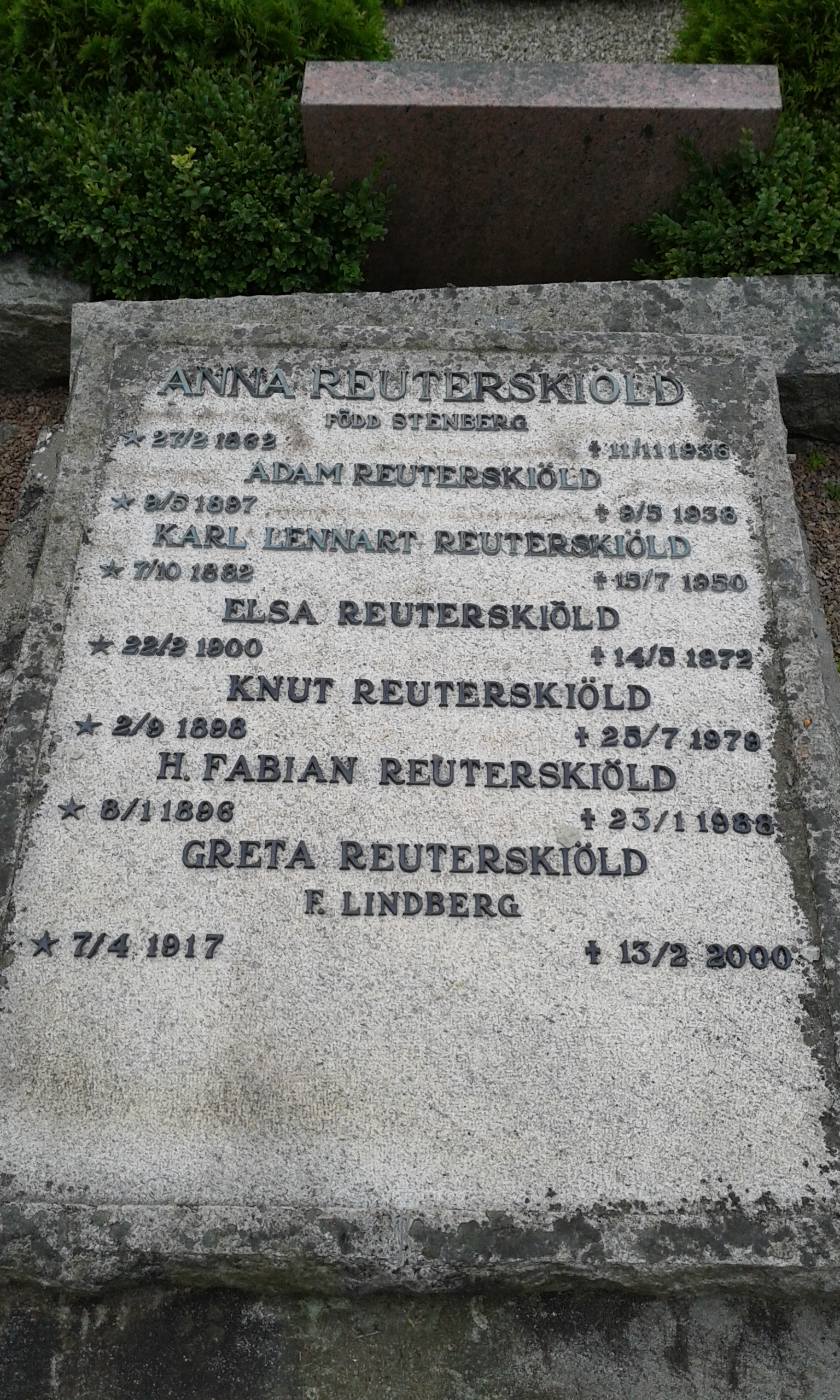